# Tereza Marinowa
Tereza Marinowa (ur. 5 września 1977) – bułgarska lekkoatletka, trójskoczkini, mistrzyni olimpijska, medalistka Mistrzostw świata i Europy.
Marinowa pochodzi ze sportowej rodziny: jej ojciec Mancho jest byłym rekordzistą Bułgarii na 800 metrów a brat – Cvetomir jest brązowym medalistą Mistrzostw Europy juniorów z 1995 w biegu na 400 metrów. Marinowa największe sukcesy odnosi w trójskoku :
- złoty medal podczas mistrzostw Europy juniorów (Nyíregyháza 1995)
- złoty medal Mistrzostw Świata Juniorów w Lekkoatletyce (Sydney 1996) ,wynik uzyskany w finale tej imprezy (14.62 m) jest do dziś rekordem świata juniorów
- brąz Mistrzostw Europy w Lekkoatletyce (Budapeszt 1998)
- złoto Igrzysk Olimpijskich Sydney 2000)
- złoty medal podczas Halowych Mistrzostw Świata w Lekkoatletyce (Lizbona 2001)
- brąz na Mistrzostwach Świata w Lekkoatletyce (Edmonton 2001)
- 1. miejsce w Finale Grand Prix IAAF (Melbourne 2001)
- złoty medal Halowych Mistrzostw Europy w Lekkoatletyce Wiedeń 2002)

Trenerem Marinowej był utytułowany bułgarski trójskoczek – Christo Markow.

## Rekordy życiowe
- trójskok – 15,20 (2000) Rekord Bułgarii, 10. wynik w historii światowej lekkoatletyki
- trójskok (hala) – 14,91 (2001)